# Amadou Alimi
Amadou Alimi – beniński lekkoatleta, długodystansowiec, uczestnik Letnich Igrzysk Olimpijskich 1980.
Podczas Letnich Igrzysk Olimpijskich 1984 wystąpił w biegu na 5000 metrów. W eliminacjach uzyskał czas 15:43,92, lecz to nie dało mu awansu do następnej fazy eliminacji (w łącznej klasyfikacji zajął 34. miejsce na 35 startujących).

## Rekordy życiowe
| Dystans     | Wynik (s) | Data |
| ----------- | --------- | ---- |
| 5000 metrów | 15:43,8   | 1980 |